# Quando fuori piove
Quando fuori piove è un singolo del cantautore italiano Ultimo, pubblicato il 4 ottobre 2019 come sesto estratto dal terzo album in studio Colpa delle favole.

## Descrizione
Come dichiarato dal cantautore stesso, il brano è stato scritto durante l'instore tour dell'album precedente, Peter Pan, infatti il suond è simile a quello delle canzoni presenti in esso. Nella canzone è centrale il tema delle favole, che percorre tutto l'album, e delle illusioni che possono avere degli effetti negativi all'interno di una relazione.

## Video musicale
Il video musicale, diretto dallo stesso cantautore con Emanuele Pisano, è stato pubblicato in concomitanza all'uscita del brano attraverso il canale YouTube della Honiro.

## Tracce
Testi e musiche di Niccolò Moriconi.
1. Quando fuori piove – 3:41

## Classifiche
| Classifica (2019) | Posizione massima |
| ----------------- | ----------------- |
| Italia            | 20                |